# 宇宙戦争ZERO
『宇宙戦争ZERO』（うちゅうせんそうぜろ、原題：High Plains Invaders）は、カナダの映画作品。

## キャスト
| 役名       | 俳優                     | 日本語吹替 |
| ---------- | ------------------------ | ---------- |
| サム       | ジェームズ・マースターズ | 田中正彦   |
| アビゲイル | シンディ・サンプソン     | 五十嵐麗   |
| シリチ     | アンガス・マチネス       | 五王四郎   |
| ジュールス | セバスチャン・ナップ     | 三上哲     |
| ガス       | アントニー・バーン       | 黒澤剛史   |
| ローズ     | サニー・ヴァン・ヘテラン | 久行敬子   |
|            | ジェームズ・ジョーダン   |            |

- その他の声の吹き替え：岡田めぐみ／かぬか光明／荻沢俊彦／吉柳太士郎

## 日本語版制作スタッフ
- プロデューサー：小林祐子（ネクシード株式会社）
- 演出：佐藤宏樹
- 吹替翻訳：西山美紀
- 録音・調整：新宿スタジオ
- 日本語版制作：ネクシード株式会社、東北新社